# Rudolf Brotánek
Rudolf Brotánek (4. dubna 1870 Opava – 31. prosince 1944 Erlangen) byl česko-rakousko-německý anglista, vysokoškolský profesor na univerzitách v Praze, Drážďanech a Erlangenu, aktivní nacista.

## Život
Rudolf Brotánek se narodil ve smíšené česko-německé, německojazyčné rodině Františka Brotánka a Gerty Wolfové v Opavě. Po absolutoriu gymnázia v Opavě vystudoval v letech 1889–1895 s podporou Jakoba Schippera angličtinu, němčinu a románské jazyky na univerzitě ve Vídni. Zpočátku pracoval jako knihovník vídeňské c. k. dvorní knihovny a od roku 1902 vyučoval jako soukromý lektor na univerzitě ve Vídni. 21. ledna 1909 byl jmenován mimořádným profesorem angličtiny na německé univerzitě v Praze, a v roce 1911 řádným profesorem. Dne 7. dubna 1910 se ve Vídni v kostele skotských benediktinů oženil s Annie Olbrichovou (* 1885). Po skončení první světové války byl jmenován řádným profesorem na Technické univerzitě v Drážďanech. V roce 1922 se stal profesorem na univerzitě v Erlangenu. V roce 1936 odešel do důchodu s titulem tajného rady.
Brotánek 24. října 1933 vstoupil do SS (evidenční průkaz č. 211.281) a byl také členem Národního socialistického svazu učitelů (NSLB), Říšského svazu protiletecké obrany (RLB), Říšského koloniálního svazu (RKB) a Propagačního spolku. Aktivně mohl rozhodovat ve Sdružení pro tábory pracovních služeb.

## Činnost
Brotánek se vědecky zabýval výzkumem raného novověkého anglického divadla, metriky a dějin angličtiny. Vydal sérii publikací „Reprints of Early New English Grammars“.